# Murdo MacLeod
Murdo Davidson MacLeod (Glasgow, 24 de setembro de 1958) é um ex-futebolista escocês que atuava como meio-campista. Ele jogou a Copa de 1990. É conhecido por levar uma bolada na cara do jogador Branco

## Carreira em clubes
Revelado pelo Dumbarton em 1975, quando tinha apenas 17 anos, MacLeod atuou durante quatro anos pela equipe. Seu desempenho lhe rendeu um contrato com o Celtic, onde conseguiu o auge de sua carreira.
Com a camisa alviverde, MacLeod disputou 281 partidas e marcou 55 gols. Pelos Bhoys, conquistou 4 títulos do Campeonato Escocês, 2 Copas da Escócia e uma Copa da Liga Escocesa.
Sua única experiência fora da Escócia foi no Borussia Dortmund. Em 3 anos pelo clube alemão, MacLeod bteve uma Copa da Alemanha e uma Supercopa.
Voltou à Escócia em 1990 para assinar com o Hibernian, onde conquistou seu último título como jogador: a Copa da Liga Escocesa, em 1991.
Em 1993, MacLeod retornou ao Dumbarton, equipe que o revelou, dessa vez não conquistando títulos, tendo inclusive iniciado sua curta carreira como treinador enquanto atuava pela agremiação. Ele encerrou sua carreira em 1996, após disputar uma única partida pelo Partick Thistle, o "primo pobre" de Glasgow, aos 37 anos - durante um ano, acumulou novamente as funções de jogador e técnico.

## Carreira internacional
MacLeod estreou pela Seleção Escocesa em 1985, mas não foi convocado por Alex Ferguson para o Mundial de 1986, realizado no México.
Com a não-classificação dos azuis para a Eurocopa de 1988, o meio-campista esperou até 1990 para disputar seu único torneio com a Seleção: a Copa da Itália, em 1990.
Como nas últimas participações da Escócia em Copas, a equipe acabaria caindo na primeira fase.

### A bolada que levou de Branco
Ainda na Copa de 1990, um lance marcou a carreira de MacLeod: no jogo entre Brasil e Escócia, MacLeod acabaria levando uma bolada do lateral Branco. Numa cobrança de falta, Branco chutou a 100 km/h e a bola acertou violentamente a cabeça do escocês, que caiu no gramado. 
O meio-campista foi substituído e chegou a ir para o hospital, com concussão cerebral. Existiram rumores que teria falecido, logo desmentidos.